# Promachus pseudocontractus
Promachus pseudocontractus is een vliegensoort uit de familie van de roofvliegen (Asilidae). De wetenschappelijke naam van de soort is voor het eerst geldig gepubliceerd in 1993 door Joseph & Parui.